# Geburt einer neuen Welt
Die Geburt einer neuen Welt (im Original La Estatua de Colón oder Columbus’ Statue) ist eine 110 Meter hohe Bronzeskulptur an der Atlantikküste von Arecibo in Puerto Rico. Sie wurde vom Bildhauer Surab Zereteli erschaffen und war mit ihrer Fertigstellung im Jahr 2016 die höchste Skulptur Nordamerikas, somit um Einiges größer als die 66 Meter hohe Statue des Chimalli-Kriegers im mexikanischen Chimalhuacán.

## Geschichte
Das vom georgischen Bildhauer Surab Zereteli entworfene Denkmal erinnert an die erste Seereise von Christoph Kolumbus, die im Jahr 1491 begann. Es wurde 1991 zum 500. Jahrestag unter dem Titel Geburt einer neuen Welt geschaffen. Die Statue zeigt Kolumbus vor dem Hintergrund der Schiffe Niña, Pinta und Santa María, wie er ein anachronistisch anmutendes Steuerrad bedient und den Atlantischen Ozean überquert. Das Denkmal besteht aus 2750 Bronze- und Stahlteilen und wiegt mehr als 590 Tonnen. Ende des 20. Jahrhunderts war es das höchste Denkmal der westlichen Hemisphäre und übertrifft die amerikanische Freiheitsstatue (92,99 Meter) und das venezolanische Friedensdenkmal (46,72 Meter).
Zereteli bot die Statue zunächst den Städten Baltimore, Fort Lauderdale, Miami Beach, New York City und Columbus in Ohio an. Da sie aufgrund ihrer riesigen Größe und überproportionalen Details als Schandfleck betrachtet wurde, bzw. die Skyline beeinträchtigt hätte, zeigte keine der Städte ein Interesse an der Geburt einer neuen Welt.
Während das Denkmal einen neuen Standort suchte, erhielt es die spöttischen Spitznamen „Chris Kong“, „Rombo-Columbus“ und „From Russia mit Ugh“. Trotzdem wurde es auf einer Briefmarke abgebildet. Zereteli schuf später eine zweite, deutlich kleinere Statue mit dem Namen Geburt eines neuen Menschen (im Original Nacimiento de Un Hombre Nuevo), die 1995 in der spanischen Stadt Sevilla eingeweiht wurde und die Form eines Eies besitzt. Zusammen sollten die beiden Denkmäler das europäische Glied einer zweiteiligen Komposition bilden.
Die Geburt einer neuen Welt sollte zunächst in Cataño errichtet werden. Nach langen Bemühungen wurde sie letztendlich in Arecibo aufgestellt.

## Die erfolglose Standortsuche

### 1991 bis 2008: von New York City bis nach Cataño

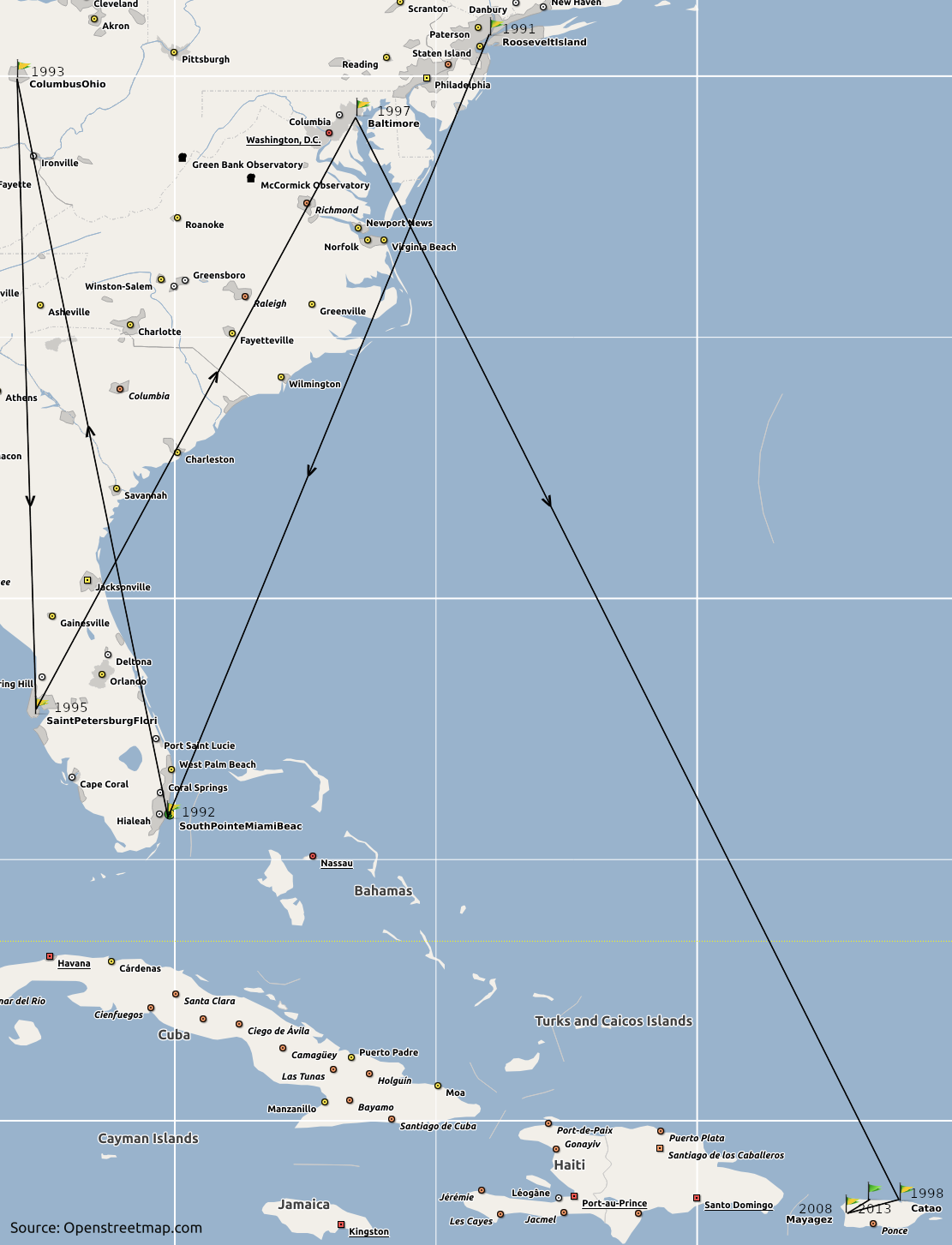
Übersicht der möglichen Statuen-Standorte sowie den finalen Aufstellungsort.

1991 wurde die Skulptur zunächst New York City angeboten. Zereteli schlug vor, diese auf Roosevelt Island zu errichten. Da sie aber die Freiheitsstatue in den Schatten gestellt und die Skyline der Wolkenkratzer beeinflusst hätte, wurde von dem Plan abgesehen. 1997 wollte der damalige Immobilienunternehmer und spätere 45. US-Präsident, Donald Trump, der sich als einziger Politiker von dem Projekt begeistert zeigte, das Monument auf seinem Bahngelände aufstellen. Dies wurde aber vom Bürgermeister Rudy Giuliani und der Stadtspitze abgelehnt.
Ein Jahr später ging die Anfrage an die Region Miami. Der Finanzier und Investor Bennett S. LeBow plädierte dafür, die Statue in South Pointe in Miami Beach in der Nähe des künstlich angelegten Schifffahrtskanals Government-Cu zu errichten, der einen besseren Zugang zum Seehafen von Miami ermöglicht. Laut den Befürwortern hätte die Skulptur das Potenzial gehabt, zum Wahrzeichen der Stadt Miami zu werden. Die Kritiker führten an, dass das Design die Darstellung eines Steuerrads enthielt, obwohl die Form als Rad erst 250 Jahre nach der ersten Reise Kolumbus’ eingeführt wurde. Amerikanische Ureinwohner organisierten sich in Aktivistengruppen und lehnten die Statue ab, da diese einen Mann verehrt, den sie als einen Vergewaltiger und Mörder ansehen. Letztendlich scheiterte der Plan an den hohen Kosten, die mit der Aufstellung der Statue verbunden waren.
Nachdem der Aufbau in Miami scheiterte, bezeugte der Stadtkommissar Gary Keno Interesse, die Statue im Stadtpark von Fort Lauderdale aufzustellen. Im Rahmen der Standortsuche wurde zuvor der Kopf der Statue in die Stadt transportiert. Allerdings fand er wenig Unterstützer, so dass der Kopf sechs Jahre lang in einem Lagerhaus verblieb. Zudem äußerten Aktivistengruppen erneut Bedenken.
Der Gouverneur von Ohio, George Victor Voinovich, bekundete sein Interesse und bestätigte dies durch eine Absichtserklärung, nachdem die Statue 1993 der Hauptstadt Columbus angeboten wurde. Diese sollte zur Ikone der Stadt werden sowie den Tourismus fördern. Allerdings weigerte sich Bürgermeister Greg Lashutka, städtische Mittel für die Installation des Monuments zur Verfügung zu stellen. Ebenso verweigerte Gouverneur Voinovich staatliche Mittel. Die befürwortenden Bürgerbewegungen hätten somit aus eigenen Mitteln 25 Millionen Dollar für den Aufbau aufbringen müssen. Zur Absage an das Projekt führte neben den Bedenken der meist indianischen Aktivistengruppen auch die Tatsache, dass die Skulptur, die etwa drei Stockwerke kleiner als der James A. Rhodes State Office Tower ist, zu groß und protzig wirken würde.
1995 zeigte Saint Petersburg in Florida trotz der Überzeugungsarbeit Zeretelis kein Interesse an dem Denkmal.
Baltimore spaltete sich 1997 in zwei getrennte Lager. In dem Naturhafen Inner Harbor wurden als Standorte unter anderem Fort Carroll sowie das Gelände einer ehemaligen Chemie-Fabrik von AlliedSignal auf der Ostseite vorgeschlagen. Der potentiell für den Aufbau verantwortliche Bauunternehmer Joseph DiCara setzte sich für die Errichtung der Statue in der Stadt ein. Zudem unterstützten lokale Geschäftsleute, führende Vertreter der italienisch-amerikanischen Gemeinde und weitere Politiker das Projekt und verwiesen auf das mögliche Potenzial als zukünftige Touristenattraktion. Oberbürgermeister Kurt Schmoke war zunächst von der Idee angetan, folgte aber den Bedenken seines Büros, dass der Stadt ausreichende Mittel zum Aufbau der Statue fehlten. Zudem riet der Leiter des Moskauer Bildhauerverbandes, Iwan Kazansky, der Stadt Baltimore ab, sich von Zereteli den Hafen ruinieren zu lassen. Ebenso gab es Bedenken wegen der Größe der Skulptur.
1998 beschloss der Bürgermeister von Cataño, Edwin „Amolao“ Rivera Sierra, den Erwerb des Denkmals. Obwohl Zereteli die Statue stiftete, beliefen sich die Kosten für die Einfuhr auf 2,4 Millionen Dollar, die mit Zustimmung des Gouverneurs Pedro Rosselló vollständig aus der Staatskasse finanziert wurden. Sierra setzte sich dafür ein, dass die Stadt keine finanziellen Aufwände in das Projekt stecken musste, und plante, das Denkmal in der Nähe der Zufahrt zur Bucht von Cataño zu errichten. Am 12. November 1998 wurden die unmontierten Teile der Statue geliefert und in einen nahegelegenen Erholungspark gebracht. 1999 sollte mit dem Bau begonnen und die Eröffnung im Oktober 2000 gefeiert werden.
Das Projekt löste unterschiedlich begründete Proteste aus. Um Platz für die Statue zu schaffen, hätten mehrere Häuser abgerissen werden müssen. Außerdem wurden die Kosten für die Aufstellung der Skulptur als zu hoch angesehen. Allein für den Bau des Sockels wurden 150 Millionen Dollar geschätzt. Das Rechnungsprüfungsamt (Oficina del Contralor) stellte bei der eingeleiteten Untersuchung fest, dass die bei der Einfuhr fälligen Steuern in Höhe von 1,6 Millionen Dollar nicht bezahlt worden waren. Zudem untersuchte der Rechnungsprüfer die Verwendung der öffentlichen Gelder, die zur Deckung der Reisekosten für ein Treffen des Bürgermeisters Sierra mit Zereteli in Russland verwendet worden waren.
Die Höhe des 110 Meter hohen Denkmals gab Anlass zur Sorge, dass es den Flugverkehr des nahe gelegenen internationalen Flughafens Luis Muñoz Marín beeinträchtigen könnte. Abschließend verweigerte die Hafenbehörde von Puerto Rico der Stadt Cataño aufgrund von Sicherheitsbedenken die Aufstellung der Skulptur.
Die Zentralregierung beschloss, keine weiteren Mittel für das Projekt bereitzustellen. Die unmontierten Teile wurden mehrere Jahre in der Nähe der Cataño-Bucht eingelagert. Der neue Bürgermeister Wilson Soto erklärte, dass auch die Gemeinde keine weiteren öffentlichen Gelder in das Projekt investieren werde. Allerdings fingen einige eingelagerte Stücke bereits an zu rosten. Die aus Steuergeldern finanzierten jährlichen Lagerkosten betrugen 1,6 Millionen Dollar, die Gehälter mehrerer Wachleute nicht eingerechnet. Pro Jahr entgingen der Gemeinde 200.000 Dollar, die der öffentliche Betrieb des Freizeitparks eingebracht hätte. Die Gesamtkosten des Projekts mussten neu veranschlagt werden, nachdem mehrere Teile und die tragende Stahlkonstruktion ersetzt werden mussten, Sandstrahlen erforderlich wurde und einhergehende Schäden behoben werden mussten.
Anfang 2005 suchte Bildhauer Zereteli nach einem neuen Bauträger. Aus der Sicht des Bürgermeisters Soto reichte jedoch die Montage der Statue alleine nicht für die touristische Erschließung des Gebietes aus, wonach die potenziellen Bauherren das Interesse am Projekt verloren.

### 2008: Transport nach Mayagüez
Die Stadtverwaltung bestätigte am 16. August 2008 die Übertragung der Statue an die Holland Group Port Investment (HGPI). Das private Unternehmen war an der Entwicklung des Hafens von Mayagüez beteiligt. Soto begründete die Maßnahme damit, dass die Staatskasse für die Lagerung jährlich 4 Millionen Dollar aufbringen müsste. Zudem könne sich Cataño die Projektkosten mit mehr als 100 Millionen Dollar nicht leisten.
HGPI transportierte die in ihre Einzelteile zerlegte Statue an ihren Firmensitz nach Mayagüez und kündigte an, dass der Aufbau rechtzeitig zu den in ihrer Gemeinde stattfindenden Zentralamerikanischen und Karibischen Spielen 2010 in Küstennähe erfolgen werde. Das Unternehmen entwickelte einen Plan, der schätzungsweise 500.000 Touristen anlocken sollte, wobei die Skulptur einen Eckpfeiler bildete. Zudem sollte ein Geschichtsmuseum in der Nähe der Statue errichtet werden. Geprüft wurde zudem die Einsetzung einer Kreuzfahrtroute zwischen Mayagüez und Sevilla. Vor dem Abtransport untersuchte ein russisches Team den Zustand der Einzelteile und stellte sicher, dass die Statue an ihrem Zielort zusammengesetzt werden könne.
Die Stadtverwaltung von Mayagüez zeigte kein Interesse an dem Plan der HGPI. Da somit die Umsetzung nicht erfolgen konnte, wurde Arecibo als zukünftiger Standort ausgewählt. Der Bürgermeister Lemuel Soto begann mit dem Genehmigungsverfahren. Die Statue sollte mit weiteren Einrichtungen wie dem Arecibo-Observatorium gemeinsam als Attraktion vermarktet werden. Allerdings konnte für diese Umsetzung keine Einigung erzielt werden. So beantragte der Abgeordnete David Bonilla Cortés, die Statue auf der Insel Desecheo aufzustellen. Der neu gewählte Bürgermeister von Cataño, José Rosario, präferierte als Standort den Ökopark, der in den sumpfigen Gebieten von Ciénaga las Cucharillas entstehen sollte. Das anfängliche Interesse San Juans an dem Projekt scheiterte am Zustand der Figur.
Zereteli betonte letztendlich, dass für eine weitere Standortsuche keine Zeit mehr sei, und entschied sich für Arechibo. Allerdings regte sich erneut ein Protest, bei dem Aktivisten die Rolle Kolumbus’ als Beginn des europäischen Völkermordes an den indigenen Völkern anprangerten. Zudem wurde die Auswirkung auf die Meeres- und Erdzone als möglich betrachtet. Die Regierung von Luis Fortuño leitete letztendlich das Genehmigungsverfahren ein.
Rosario zeigte 2012 das Finanzministerium von Puerto Rico an, weil es auf die ursprüngliche Transaktion und die damit unvollendeten Projekte rückwirkend Steuern in einer Höhe von fast 3 Millionen Dollar erhob. Dies führte zu einer Einnahmesperre der Gemeinde.

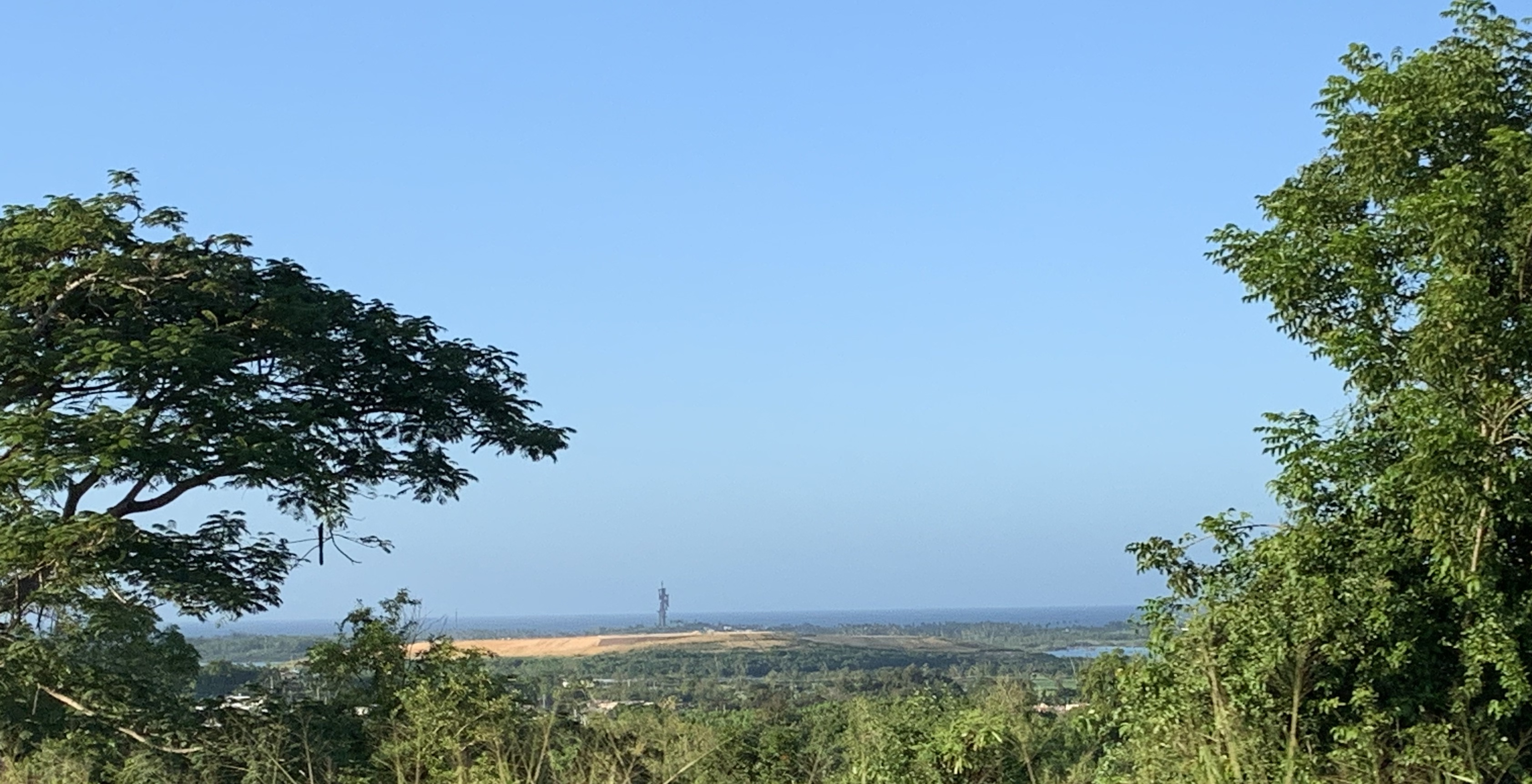
Das Terravista ParkLand während der Bauarbeiten, 2019

Im Juni des gleichen Jahres trafen die ersten Teile in Barrio Islote in Arcibo ein. Pan American Grain entwickelte den Columbus Theme Park, der später in Terravista ParkLand umbenannt wurde und jährliche Einnahmen in Höhe von 4,6 Millionen Dollar und 900 neue Arbeitsplätze versprach. Die Investitionssumme wurde auf 98 Millionen Dollar geschätzt, allerdings verhinderte zunächst die Neueinstufung des Gebiets den Fortschritt des Projektes. Ein daraus resultierender Prozess wurde im Januar 2013 abgeschlossen. Am 11. Februar 2014 schloss sich die zeitgenössische Taíno-Bewegung Movimiento Indígena Jíbaro Boricua mit anderen Gruppen zusammen, um letztendlich erfolglos gegen die Errichtung des Denkmals zu protestieren.
Im September 2017 beschädigte der Hurrikan Maria der Kategorie 5 die angrenzende Infrastruktur um die Statue, die selbst keine strukturellen Schäden erlitt, herum sehr stark. Die geplante Umgestaltung des Strandhauses, in dem das Besucherzentrum untergebracht werden sollte, sowie der Bau neuer Straßen, Parkplätze und eines weiteren Platzes wurden gestoppt. Die Aufforstungsarbeiten wurden zurückgenommen, nachdem der Hurrikan die Flora teilweise zerstört hatte. Der verantwortliche Architekt Roberto Alsina musste die Planungen und den Zeitplan überarbeiten und gleichzeitig die entstandenen Unwetterschäden auf dem Gelände des Terravista ParkLand beseitigen.

## Gerichtsverfahren Zeretelis
Am 14. März 2019 verklagte Zereteli den Bauträger González Freyre, Pan American Grain und die Columbus Park Corporation, da seiner Meinung nach Vereinbarungen nicht eingehalten worden waren. Die vom Künstler gegründete Gesellschaft „Birth of New World LLC“ erhielt weder die ausgelegten 17 Millionen Dollar, die für den Umzug der Statue von Mayagüez nach Arecibo anfielen, zurück, noch wurde das Grundstück übertragen. Durch diesen Konflikt wurden die Pläne der Öffentlichkeit nicht vollständig zugänglich gemacht und die Stadtverwaltung musste den Termin der Einweihung mehrfach verschieben. Zereteli war mit dem Standort und der verbundenen Wahrnehmung zufrieden und zeigte sich zuversichtlich, obwohl die Statue zunächst verhüllt bleiben würde.
Nach der Vertragsunterzeichnung im November 2013 diskutierten beide Vertragspartner über die Grundstücksübertragung von 701 bis 792 Quadratmetern an eine Einrichtung nach Wahl Zeretelis. Freyre behauptete, dass Zereteli die Verhandlungen nach einem Jahr Pause erst Ende 2018 fortführte, nachdem er den Künstler nachdrücklich ermahnt hatte. Vermittlungsversuche seien von Zereteli ignoriert worden. Der Aufbau des Terravista ParkLand verzögerte sich durch den Hurrikan und wird vermutlich fünf Jahre in Anspruch nehmen.

## Wirtschaftliche Auswirkungen
Vor der Einweihung schätzte das Beratungsunternehmen Estudios Técnicos in einer Studie, dass die Statue mindestens 300.000 Touristen pro Jahr in die Gemeinde ziehen und zusätzliche Einnahmen aus den mit dem Projekt verbundenen Steuern generieren würde.
Kurz nach Fertigstellung der Statue bezeichnete die Puerto Rico Tourism Company Birth of the New World als potenziellen Anziehungspunkt für die nördliche Region. Carlos Molina erklärte 2019, dass durch den erwarteten erhöhten Besucherstrom mehrere neue Geschäfte in der Gemeinde gegründet wurden. Der amtierende Bürgermeister war der Ansicht, dass die Statue eine touristische Attraktion für nationale und internationale Besucher geworden sei. Er prognostizierte, dass bis zum Jahr 2020 rund 1.000 neue Arbeitsplätze und 100 Unternehmen geschaffen sowie 500 Immobilienkäufe abgewickelt würden. Die Menschenmengen, die entlang des Puerto Rico Highway 22 zwecks Besichtigung des Denkmals anhielten, veranlassten die Regierung, einen Gesetzesentwurf zum Bau eines Aussichtspunktes und eines Rastplatzes zu initiieren.